# Roberto Machusso
Roberto Zuasnabar Machusso (4 de enero de 1954) es un deportista brasileño que compitió en judo. Ganó dos medallas en los Juegos Panamericanos en los años 1975 y 1979, y dos medallas en el Campeonato Panamericano de Judo en los años 1976 y 1978.
Participó en los Juegos Olímpicos de Montreal 1976, donde finalizó decimotercero en la categoría de –70 kg.

## Palmarés internacional
| Juegos Panamericanos    | Juegos Panamericanos      | Juegos Panamericanos | Juegos Panamericanos |
| Año                     | Lugar                     | Medalla              | Categoría            |
| ----------------------- | ------------------------- | -------------------- | -------------------- |
| 1975                    | Ciudad de México (México) | Medalla de plata     | –70 kg               |
| 1979                    | San Juan (Puerto Rico)    | Medalla de bronce    | –71 kg               |
| Campeonato Panamericano |                           |                      |                      |
| Año                     | Lugar                     | Medalla              | Categoría            |
| 1976                    | Maracaibo (Venezuela)     | Medalla de oro       | –70 kg               |
| 1978                    | Buenos Aires (Argentina)  | Medalla de plata     | –71 kg               |